# ザ・ウィグルス

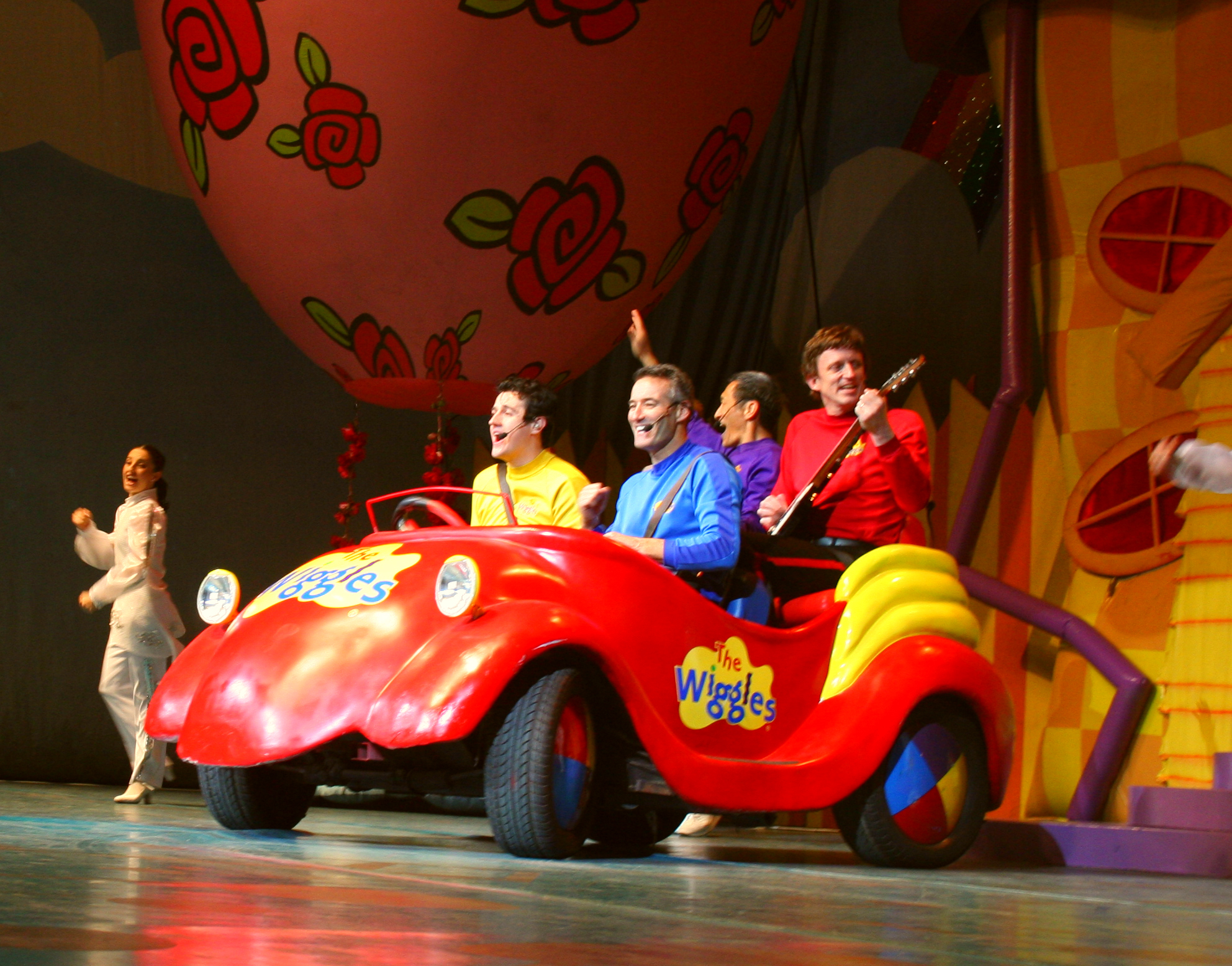
ザ・ウィグルス（2007年）

ザ・ウィグルス（The Wiggles）はオーストラリアの音楽グループ。1991年に結成された。
主に子供・幼児向けの楽曲を歌っている。1997年には映画化された。

## 旧メンバー
- マレー・クック（イメージカラーは赤。ひょうきんなキャラクター。ギター担当。吹き替えは根本泰彦。）
- ジェフ・ファット（イメージカラーは紫。眠りん坊のキャラクター。キーボード担当。吹き替えは鹿志村篤臣。）
- アンソニー・フィールド（イメージカラーは青。食いしん坊のキャラクター。ドラム、ギター担当。吹き替えは泉拓允（現、泉拓真）。）
- サム・モラン（引退したグレッグの後任。イメージカラーは黄。）
- グレッグ・ページ（病気のため2006年に引退。イメージカラーは黄。手品が得意なキャラクター。リードボーカル担当。吹き替えは宮内良。）
- フィリップ・ウィルチャー

## 冠番組
- シーズン1～2: ザ・ウィグルス（ディズニーチャンネルで放送。オーストラリアでのタイトルは「The Wiggles」）(1998年7月31日～2000年2月20日（オーストラリア）、2007年11月5日～2008年3月30日（日本））
- シーズン 3: ウィグルス放送局（ディズニーチャンネルで放送）(2002年9月26日～2003年4月21日、2008年11月3日～???（日本）)
- 短編テレビシリーズ:
  - ウィグルタウン！ (YouTubeでストリーミング配信) （2016年7月4日～8月24日）

## 関連キャラクター
- ドロシー（恐竜。バラを食べる。ザ・ウィグルスの冠番組に登場する。）
- ワグス（イヌ。ザ・ウィグルスの冠番組に登場する。）
- ヘンリー（タコ。ザ・ウィグルスの冠番組に登場する。）

## 関連人物
- フェザーソード船長（ポール・パディック）（ザ・ウィグルスの冠番組に登場する海賊役の人物。冠番組のザ・ウィグルスではワグスと共にコンビのように登場することがある。）